# Sidocsi Maju
Sidocsi Maju (japánul:志土地真優), születési neve: Mukaida Maju (向田真優) (1997. június 22. –) japán szabadfogású női birkózó. A 2018-as birkózó-világbajnokságon, valamint a 2016-os birkózó világbajnokságon a aranyérmet nyert az 55 kg-os súlycsoportban, szabadfogásban. 2017-ben a birkózó világbajnokságon ezüstérmet szerzett 53 kg-os súlycsoportban. 2017-ben az Ázsia Bajnokságon aranyérmes lett 53-kg-os súlycsoportban.

## Sportpályafutása
A 2018-as birkózó-világbajnokságon a döntőben a fehérorosz Zalina Szidakova volt az ellenfele. A mérkőzést a japán nyerte 12–2-re.

## Családja
2021 augusztus 18-án összeházasodott a nála 10 évvel idősebb Sidocsi Sóta (志土地翔大) edzőjével.